# اتو گروتول
اتو امیل فرانتز گروتول (آلمانی: Otto Grotewohl؛ ۱۱ مارس ۱۸۹۴ – ۲۱ سپتامبر ۱۹۶۴) یک سیاست‌مدار اهل جمهوری دمکراتیک آلمان بود به عنوان اولین نخست وزیر آن کشور فعالیت کرد.